# Croton aceroides
Espèce
Classification APG III (2009)
Croton aceroides est une espèce de plantes à fleurs du genre Croton et de la famille des Euphorbiaceae.

## Distribution
Cette espèce est endémique du Mozambique.